# Kirill Bauer
Kirill Bauer (kasachisch Кирилл Бауэр; * 31. August 2000 in Semipalatinsk) ist ein kasachischer Biathlet. Seit 2023 startet er im Weltcup.

## Sportliche Laufbahn
Kirill Bauer gab sein internationales Debüt bei den Jugendweltmeisterschaften 2018 und wurde 55. des Einzels. In den folgenden Jahren beschränkten sich die Auftritte des Kasachen auf Juniorenwettkämpfe, so startete er ohne wirkliche Ergebnisse im Junior-Cup und bestritt mehrere Jugend- und Juniorenweltmeisterschaften. Seine besten Ergebnisse bei einer solchen Meisterschaft brachte die Jugend-WM 2019, wo er 16. des Sprints wurde und überraschend an der Seite von Nikita Akimow und Wladislaw Kirejew eine Medaille im Staffelbewerb nur um zwei Zehntelsekunden verpasste. Nach zwei Jahren mit wenigen Rennteilnahmen gab Bauer zu Beginn der Saison 2022/23 sein Debüt im IBU-Cup, nach dem Jahreswechsel startete er auf der Pokljuka zudem in seinem ersten Weltcupsprint und schloss diesen als 87. ab. Im Januar nahm der Kasache außerdem an der Universiade in Lake Placid teil und verpasste mit zwei vierten Rängen und einem fünften Platz seine ersten Medaillen knapp. Am Saisonende startete er erneut im Weltcup und bestritt dort zwei Staffelrennen sowie einen Einzelwettkampf. Im Dezember 2023 erzielte er in Östersund an der Seite von Alexander Muchin, Ässet Düissenow und Wladislaw Kirejew mit Rang 13 das beste Herrenstaffelergebnis im Weltcup seit über fünf Jahren, wurde kurz darauf aber in den IBU-Cup versetzt und gewann dort mit einem 27. Rang erste Ranglistenpunkte. Mitte Januar war der Kasache in Antholz wieder Teil des Nationalkaders und gewann als 39. des verkürzten Einzelwettkampfs seine ersten beiden Weltcuppunkte.
Im Winter 2024/25 startete Bauer ohne nennenswerten Erfolg sowohl im Weltcup als auch im IBU-Cup. Im Januar 2025 nahm er an der Universiade teil und gewann im Massenstart Bronze, bei den Asienspielen resultierte mit der Staffel hinter der japanischen Auswahl die Silbermedaille.

## Statistiken

### Weltcupplatzierungen
Die Tabelle zeigt alle Platzierungen (je nach Austragungsjahr einschließlich Olympische Spiele und Weltmeisterschaften).
- 1.–3. Platz: Anzahl der Podiumsplatzierungen
- Top 10: Anzahl der Platzierungen unter den ersten zehn (einschließlich Podium)
- Punkteränge: Anzahl der Platzierungen innerhalb der Punkteränge (einschließlich Podium und Top 10)
- Starts: Anzahl gelaufener Rennen in der jeweiligen Disziplin
- Staffel: inklusive Mixed- und Single-Mixed-Staffeln

| Platzierung               | Einzel | Sprint | Verfolgung | Massenstart | Staffel | Gesamt |
| ------------------------- | ------ | ------ | ---------- | ----------- | ------- | ------ |
| 1. Platz                  |        |        |            |             |         |        |
| 2. Platz                  |        |        |            |             |         |        |
| 3. Platz                  |        |        |            |             |         |        |
| Top 10                    |        |        |            |             |         |        |
| Punkteränge               | 1      |        |            |             | 9       | 10     |
| Starts                    | 4      | 7      |            |             | 9       | 20     |
| Stand: Saisonende 2024/25 |        |        |            |             |         |        |

### Weltcupwertungen
Ergebnisse bei Weltcups (Disziplinen- und Gesamtweltcup) gemäß Punktesystem.
| Saison  | Einzel | Einzel | Sprint | Sprint | Verfolgung | Verfolgung | Massenstart | Massenstart | Gesamt | Gesamt |
| Saison  | Platz  | Punkte | Platz  | Punkte | Platz      | Punkte     | Platz       | Punkte      | Platz  | Punkte |
| ------- | ------ | ------ | ------ | ------ | ---------- | ---------- | ----------- | ----------- | ------ | ------ |
| 2023/24 | 65.    | 2      | –      | –      | –          | –          | –           | –           | 91.    | 2      |

### Jugend-/Juniorenweltmeisterschaften
Bauer nahm bis 2019 an den Jugend-, ab 2020 an den Juniorenwettkämpfen teil.
| Weltmeisterschaften | Weltmeisterschaften | Einzelwettbewerbe | Einzelwettbewerbe | Einzelwettbewerbe | Herrenstaffel |
| Jahr                | Ort                 | Einzel            | Sprint            | Verfolgung        | Herrenstaffel |
| ------------------- | ------------------- | ----------------- | ----------------- | ----------------- | ------------- |
| 2018                | Otepää              | 55.               | –                 | –                 | –             |
| 2019                | Osrblie             | 27.               | 16.               | 33.               | 4.            |
| 2020                | Lenzerheide         | 5.                | 35.               | 27.               | 19.           |
| 2021                | Obertilliach        | 61.               | 58.               | 56.               | 18.           |